# 毛細血管漏出症候群
毛細血管漏出症候群（Capillary leak syndrome）は、毛細血管の壁を通って血液循環系から周囲の組織、筋肉区画、臓器、体腔に血漿が漏出することを特徴とする。敗血症、自己免疫疾患、分化症候群、生着症候群、血球貪食性リンパ組織球症、卵巣過剰刺激症候群、ウイルス性出血熱、蛇毒・リシン中毒などでよく見られる現象である。また、化学療法薬のゲムシタビンやタグラクソフスプ、特定のインターロイキンやモノクローナル抗体などの医薬品も、毛細血管のリークを引き起こす可能性がある。これらの症状や要因は、二次性毛細血管漏出症候群の原因となりうる。
全身性毛細血管漏出症候群（SCLS）は、クラークソン病（Clarkson's disease）や原発性毛細血管漏出症候群とも呼ばれ、主に中年期の健康な人に見られる、稀で重篤な、一過性の病状である。主に四肢の毛細血管の内皮細胞が1～3日間に亘って剥離し、主に腕や脚の筋肉に血漿が漏出する現象を特徴とする。腹部、中枢神経系、内臓（肺を含む）は通常、助かるが、四肢の滲出は循環性ショックやコンパートメント症候群を引き起こすのに充分な量であり、他に異常の原因がない場合には、危険な低血圧、血液濃縮、低アルブミン血症を伴う。SCLSは、四肢や生命を脅かす疾患であり、エピソードごとに四肢の筋肉や神経、灌流の制限による重要な臓器への損傷を引き起こす可能性があるからである。また、多血症、真性多血症、過粘稠度症候群、敗血症などと誤診されることも多い。

## 症状
ほとんどのSCLS患者は、インフルエンザのような症状（鼻水など）、胃腸障害（下痢や嘔吐）、全身の脱力感や手足の痛みなどを訴えるが、エピソードの前に特に一貫した前兆がない患者もいる。その後、喉の渇きやふらつきなどの症状が現れ、病院の救急外来で診察可能な以下のような状態になる。
- 血液濃縮（ヘマトクリット値（Hct）またはヘモグロビン値の上昇。Hctが男性で49%以上、女性で43%以上、絶対的な上昇ではなく血漿の漏出が原因）
- 極低血圧（収縮期血圧が90mmHg未満の重症動脈性低血圧）
- アルブミン欠乏症（3.0g/dL未満の低アルブミン血症）
- 局所性または全身性の浮腫、および四肢の冷え
- 血液中の骨髄腫タンパク質（英語版）（約80%の症例でMGUS（英語版）となる）

## 成因
SCLSの正確な分子的原因はまだ解明されていないが、近年、米国国立衛生研究所のユニット（NIAID）を中心に行われた科学的研究により、その生物学的、化学的な根源が明らかになってきた。患者の生検標本から末梢微小血管を調べたところ、肉眼的な異常、血管新生の乱れ、炎症細胞など、炎症によって血管が損傷し易い疾患を示唆するものは認められなかった。したがって、構造的な異常がないということは、毛細血管に何らかの障害があるが、不可思議なことに可逆的な細胞現象があるという仮説と一致する。
研究によると、SCLSの発症時にさまざまな炎症性因子が存在することで、毛細血管の内表面を覆う内皮細胞の一時的な透過性の異常が説明できるという。これらの炎症因子には、単球およびマクロファージ関連の炎症性メディエーターの一過性の上昇や、血管内皮細胞増殖因子（VEGF）およびアンジオポエチン-2というタンパク質の一時的な上昇が含まれる。また、SCLSを発症した患者から採取した血清を用いて実験室環境下で内皮細胞の障害が生じたことは、生化学的な要因が働いていることを示唆している。
SCLSが遺伝性であるという証拠はなく、内皮細胞が外部刺激に過剰反応するようにプログラムされている可能性のあるSCLS患者における特定の遺伝子欠損も確認されていない。ほとんどのSCLS患者に見られるパラプロテイン（MGUS）の意義は、少数（最大の報告コホートでは7%）のSCLS患者において多発性骨髄腫の前駆症状となっていること以外には、不明である。

## 診断
SCLSは、初診時の認識や診断が困難な場合が多く、そのため誤診も少なくない。重度の動脈性低血圧、血液濃縮（ヘマトクリットの上昇、白血球の増加、血小板の増加）、低アルブミン血症という特徴的な三徴候があり、二次的なショックや感染症の原因がない場合は、急性エピソードの最中または後に、病院でモニタリングし診断する必要がある。また、二次性毛細血管漏出症候群を含むSCLS自体が極めて稀（推定100万人あたり1人）であり、低タンパク血症など、SCLSに類似した特徴を持つ疾患がいくつかあることも、早期発見の妨げとなっている。重度のショックと低血圧にもかかわらず、意識が保たれていることは、入院中の経過でしばしば報告される、最も興味深い臨床症状である。

## 治療
SCLS症状の自然経過は、二相性であり、2～4日以内に自然治癒する。

### 漏出期
初期段階は毛細血管からの漏出期で、1～3日続き、その間に血漿総量の最大70%が特に四肢の空洞に侵入しうる。最も一般的な臨床症状は、倦怠感、鼻水、失神を含むふらつき、四肢・腹部・全身の痛み、顔面などの浮腫、呼吸困難、低血圧などのインフルエンザ様症状であり、その結果、循環性ショックや心肺虚脱、その他の臓器の障害や損傷に至る可能性がある。急性腎障害は、血液量減少と横紋筋融解症による急性尿細管壊死が原因で起こる一般的なリスクである。毛細血管から体液が失われると、脱水症状と同様に循環系に影響を及ぼし、組織や臓器に供給される酸素の流れや尿の排出が遅くなります。この段階での緊急の医療処置は、主に生理食塩水とヒドロキシエチルデンプンまたはアルブミンとコロイドの静脈内投与（腎臓などの重要な器官への残りの血流を増加させる）、および糖質コルチコイド（毛細血管からの漏れを減少または停止させるメチルプレドニゾロンなどのステロイド）を用いた体液の“蘇生”作業である。血圧に効果があるとはいえ、輸液療法の効果は常に一過性のもので、血管外液の蓄積を進め、特にコンパートメント症候群、ひいては四肢破壊性横紋筋融解症などの複数の合併症の原因となる。したがって、SCLSを経験した患者は、外科的減圧を必要とする整形外科的合併症を含めて、病院の集中治療室で注意深くモニターする必要があり、輸液療法はできる限り最小限に留めるべきである。

### 回復期
第2段階では、最初に滲出した体液とアルブミンが組織から再吸収される。通常は1～2日間継続する。血管内の体液が過剰になると多尿となり、急性肺浮腫や心停止を引き起こし、致死的な結果を招く可能性がある。SCLS による死亡は、通常、この回復期に発生するが、これは、初期の漏出期における過剰な静脈内輸液投与に起因する肺水腫によるものである。この問題の深刻さは、初期段階で供給された液体の量、腎臓が受けた損傷、ならびに患者の蓄積体液を迅速に排出するための利尿剤投与の素早さに依存する。入院中の37人のSCLS患者に発生した59の急性SCLSを対象とした最近の研究では、大量の輸液療法は独立して臨床転帰の悪化と関連しており、SCLSの主な合併症は、回復期の肺水腫(24%)、心不整脈(24%)、コンパートメント症候群(20%)、続発性感染症(19%)であると結論付けられている。
SCLSの合併症の予防には2つのアプローチがある。1つ目は、古くからメイヨー・クリニックが提唱しているもので、テルブタリンなどのβ作動薬、ホスホジエステラーゼ阻害薬のテオフィリン、ロイコトリエン拮抗薬のモンテルカストナトリウムなどによる治療である。これらの薬剤は、細胞内のcAMP（環状アデノシン一リン酸）濃度を上昇させ、内皮の透過性を誘発する炎症性のシグナル伝達経路に対抗できる可能性があることが、使用の根拠となっていた。2000年代初頭までは標準的な治療法であったが、その後、患者がSCLSの再発を頻繁に経験したことや、これらの薬剤が不快な副作用のために忍容性が低かったことから、見送られた。
2つ目のより新しいアプローチは、2000年代初頭にフランスで先駆的に行われたもので、初期投与量を体重2g/kg/月とし、月1回の免疫グロブリン静脈内投与（IVIG）を行うものである。
IVIGは、その潜在的な免疫調節作用と抗サイトカイン作用により、自己免疫疾患やMGUS関連症候群の治療に長年使用されてきた。SCLS患者におけるIVIGの正確な作用機序は不明だが、IVIGは内皮機能障害を引き起こす炎症性サイトカインを中和すると考えられている。欧州を中心とした69名のSCLS患者を対象とした臨床経験の最近のレビューでは、IVIGによる予防的治療が患者の生存に最も強く関連する因子であることが判明しており、IVIG療法はSCLS患者の第一選択の予防薬となるべきであると思われる。NIHによる最近の患者調査によると、IVIGによる予防療法は、ほとんどの患者でSCLSエピソードの発生を劇的に減少させ、副作用も少ないことから、SCLSと明確に診断され、症状が再発したことのある患者には、IVIG療法を第一選択の治療法として検討することができるとされている。

## 予後
1996～2016年に69人の患者を対象とした主にヨーロッパでの経験では、SCLS患者の5年および10年生存率はそれぞれ78%および69%であったが、生存者は非生存者に比べて有意に頻繁にIVIGによる予防的治療を受けていたという。また、IVIG治療を受けた患者の5年および10年生存率はそれぞれ91%および77%であったのに対し、IVIG治療を受けていない患者では47%および37%であった。さらに、この疾患の鑑別と管理の改善により、死亡率が低下し、生存率と生活の質の向上に繋がっていると考えられる。

## 歴史
本症候群は、1960年にBayard D. Clarkson博士が率いるニューヨーク市の医師チームによって初めて記述され、その後、非公式にその名が付けられた。それ以降に数多くの症例報告が発表され、2017年には臨床と研究の経験をまとめた3つの包括的なレビューが公表された。

## 関連文献
- 中田均, 江川強志, 青木邦江, 井上純一, 井村春樹, 東一, 加山寿也「全身性毛細血管漏出症候群の1例」『日本内科学会雑誌』第109巻第4号、日本内科学会、2020年、792-797頁、doi:10.2169/naika.109.792、ISSN 0021-5384、NAID 130008023543。